# Marga Bakti (Ketahun)
Marga Bakti is een bestuurslaag in het regentschap Bengkulu Utara van de provincie Bengkulu, Indonesië. Marga Bakti telt 2361 inwoners (volkstelling 2010).